# Sharni Vinson
Sharni Vinson (ur. 22 lipca 1983 w Sydney) – australijska modelka i aktorka.

## Życiorys
Uczyła się przez cztery lata w Australian Theatre for Young People. Zaczęła tańczyć gdy miała trzy lata, a od dwunastego roku życia uczęszczała do Brent Street School of Performing Arts. Kiedy skończyła liceum kontynuowała naukę w tej szkole jako etatowy student. Występowała w serialach takich jak NCIS, CSI: NY i Zatoka serc. Zagrała również w filmie Step Up 3-D jako Natalie.

## Filmografia

### Filmy
| Rok  | Film                            | Rola          |
| ---- | ------------------------------- | ------------- |
| 2008 | Austin Golden Hour              | Lilly         |
| 2010 | Step Up 3-D                     | Natalie       |
| 2011 | Błękitna fala 2                 | Tara          |
| 2011 | Następny jesteś ty              | Erin          |
| 2012 | W szczękach rekina              | Tina          |
| 2013 | Patrick                         | Kathy Jaquard |
| 2015 | Wojna imperiów                  | Lady Crassus  |
| 2016 | From a House on a Willow Street | Hazel         |

### Seriale
| Rok       | Serial                               | Rola          |
| --------- | ------------------------------------ | ------------- |
| 2001      | Zatoka serc                          | Tanya         |
| 2005-2008 | Zatoka serc                          | Cassie Turner |
| 2008      | Moje chłopaki                        | Caitlin       |
| 2008      | CSI: Kryminalne zagadki Nowego Jorku | Lori Mandel   |
| 2009      | Agenci NCIS                          | Jeannette     |
| 2010      | Dowody zbrodni                       | Mia Romanov   |
| 2018      | Captain Fitastic                     | Sugar-Shock   |